# 穩定流形
在数学动力系统的研究中，稳定（或不稳定）流形指的是以指数率趋向（或远离）某一不变集的点的集合。 

## 定义
以下提供迭代函数或離散動態系統情況下的定義。类似的概念适用于时间演变是由流给出的系统。 
令{\displaystyle M}是拓扑空间，{\textstyle f\colon X\to X}是同胚的。如果{\textstyle p}是{\textstyle f}的不動點，{\textstyle p}的穩定集定義為
{\displaystyle W^{s}(f,p)=\{q\in X:f^{n}(q)\to p{\mbox{ as }}n\to \infty \}.}
而{\textstyle p}的不稳定集定義為
{\displaystyle W^{u}(f,p)=\{q\in X:f^{-n}(q)\to p{\mbox{ as }}n\to \infty \}.}
其中{\displaystyle f^{-1}}是{\textstyle f}的反函數。
如果{\textstyle p}是一個周期為{\displaystyle k}的週期點，那麼他就是{\displaystyle f^{k}}的不動點，而且對其穩定集和不穩定集有
{\displaystyle {\begin{aligned}W^{s}(f,p)&=W^{s}(f^{k},p),\\W^{u}(f,p)&=W^{u}(f^{k},p).\end{aligned}}}
給定{\textstyle p}的邻域{\displaystyle {U}}，{\textstyle p}的局部穩定和不穩定集分別定義為
{\displaystyle {\begin{aligned}W_{\mathrm {loc} }^{s}(f,p,U)&=\{q\in U:f^{n}(q)\in U\;\forall n\in \mathbb {N} \cup \{0\}\},\\W_{\mathrm {loc} }^{u}(f,p,U)&=W_{\mathrm {loc} }^{s}(f^{-1},p,U).\end{aligned}}}
如果{\displaystyle X}可度量化，那麼對任意點{\textstyle p}也可以定義稳定和不稳定集為
{\displaystyle {\begin{aligned}W^{s}(f,p)&=\{q\in X:d(f^{n}(q),f^{n}(p))\to 0{\mbox{ for }}n\to \infty \},\\W^{u}(f,p)&=W^{s}(f^{-1},p),\end{aligned}}}
其中{\displaystyle d}是{\displaystyle X}的度量（這個定義清楚的會和前面週期點的情況相符合）。